# Premio letterario Giuseppe Acerbi

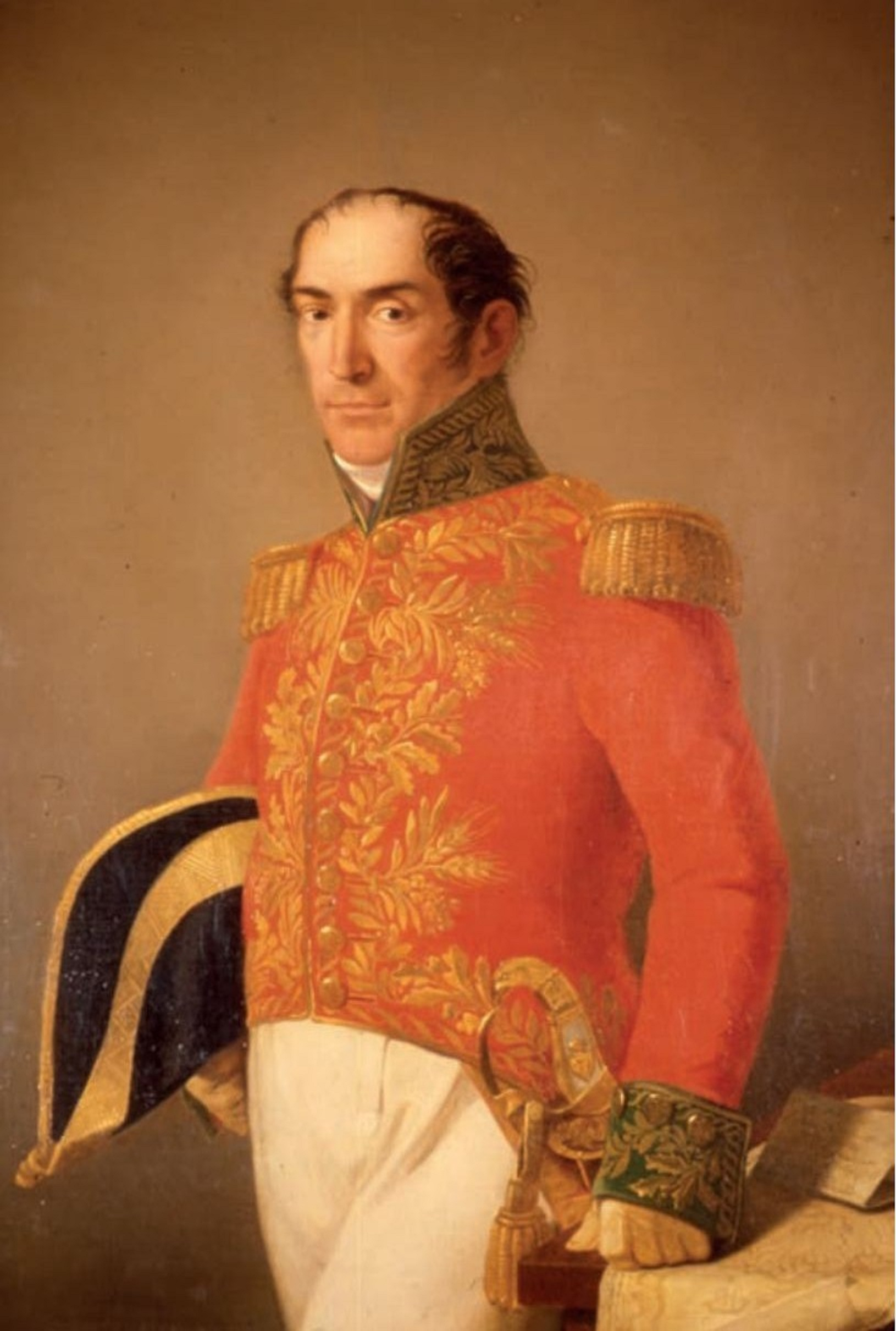
Luigi Basiletti, Ritratto di Giuseppe Acerbi, 1826, MACA - Mantova Collezioni Antiche

Il premio letterario Giuseppe Acerbi è un riconoscimento italiano dedicato a Giuseppe Acerbi (1773-1846), esploratore, scrittore, archeologo e musicista di Castel Goffredo (MN), dove viene organizzato dall'anno 1993.

Ogni edizione rende omaggio ad una diversa letteratura nazionale premiandone uno scrittore e una sua opera letteraria.
Le opere selezionate sono esaminate da una giuria scientifica, composta da 15 tra studiosi, professori universitari, giornalisti, e da una giuria popolare formata da 230 lettori utenti di biblioteche del territorio nazionale.
L'edizione 2022 ha scelto come paese il Belgio. Dato il bilinguismo, per garantire una maggiore rappresentanza sono stati selezionati quattro libri, due francesi e due fiamminghi.

## Storia e scopi del Premio
Il Premio letterario internazionale è nato nel 1993 con lo scopo di diffondere l'immagine di Castel Goffredo e del territorio mantovano nel mondo. Dedicato ad uno dei suoi cittadini più illustri, il poliedrico Giuseppe Acerbi, che ebbe una visione pluralistica della cultura. Esploratore viaggiò dall'Egitto al nord dell'Europa, spingendosi sino a Capo Nord.
Il Premio si propone di raggiungere questi obiettivi:
- avvicinare i giovani alla lettura;
- ampliare la conoscenza dei lettori, promuovendo la conoscenza e l’integrazione tra i popoli;
- diffondere le produzioni letterarie di autori provenienti da nazioni di tutto il mondo e poco conosciuti in Italia, favorendone lo studio e l’approfondimento attraverso la pubblicazione della rivista "Quaderni" del Premio Letterario Giuseppe Acerbi;[12]
- creare relazioni internazionali che, attraverso varie attività di carattere culturale, promuova anche un interscambio economico tra Castel Goffredo e la Provincia di Mantova e quello delle varie Nazioni coinvolte dal Premio.

## Regolamento
Annualmente, il direttivo dell' "Associazione Giuseppe Acerbi", coadiuvato da esperti e studiosi, identifica una rosa di 3/4 libri di autori di un Paese da sottoporre alla Giuria dei Lettori: questi 3/4 libri finalisti vengono insigniti ufficialmente del Premio Acerbi - Selezione Giuria Scientifica. Sarà, infatti, la Giuria dei Lettori (composta dai lettori-soci iscritti all'Associazione, di diversa provenienza sociale, età, cultura, professione e posizione sociale) a scegliere fra i finalisti il libro da premiare. L'autore vincitore viene ospitato a Castel Goffredo per incontrare i lettori e insignito del Premio durante una cerimonia pubblica.

## Albo dei vincitori
I vincitori sono indicati in grassetto, a seguito le opere in concorso.

### Anni 1993-1999
- 1993 -  Nigeria - Wole Soyinka - La morte e il cavaliere del re, Jaca Book.[14]
- 1994 -  Finlandia[3] - Arto Paasilinna[15] - L'anno della lepre, Iperborea.
- 1995 -  Brasile - Rubem Fonseca[16] - Vaste emozioni e pensieri imperfetti, Biblioteca del Vascello.
- 1996 -  Austria - Marianne Gruber[17] - Calma di vento, Shakespeare e C., Magreglio.
- 1997 -  Slovenia - Alojz Rebula[18] - Nel vento della Sibilla,[19] Stampa Triestina.
- 1998 -  Russia - Ljudmila Ulickaja - Sonja, Edizioni E/O.
- 1999 - Paesi del Nord Europa - ex aequo - Einar Már Guðmundsson ( Islanda) - Angeli dell'Universo, Iperborea - Kerstin Ekman ( Svezia) - Il buio scese sull'acqua, Il Saggiatore.

### Anni 2000-2009
- 2000 -  Egitto - Baha Taher[20][21] - Zia Safia e il monastero, Jouvence.
- 2001 -  Canada - Anne Michaels[22] - In fuga, Giunti Editore.
- 2002 -  Grecia - ex aequo - Alki Zei - La fidanzata di Achille, Crocetti - Pavlos Matesis - Madre di cane, Crocetti.
- 2003 -  Irlanda - Jennifer Johnston[23] - Ombre sulla nostra pelle, Fazi Editore.
- 2004 -  Messico - Carlos Fuentes[24][25] - Gli anni con Laura Diaz, Il Saggiatore.
  - Laura Esquivel - Veloce come il desiderio, Garzanti
  - Angeles Mastretta - Strappami la vita, Feltrinelli
  - Carlos Montemayor - La danza del serpente, Manni editore
- 2005 -  Romania - Mircea Cărtărescu - Nostalgia, Edizioni Voland.[26]
  - Răzvan Popescu - Fundesac, Bonanno Editore
  - Marin Mincu - Il diario di Dracula, Bompiani
- 2006 -  Ungheria[27] - Lajos Grendel - Le campane di Einstein, Edizioni Anfora.
  - György Miklós Száraz  - Alla locanda del gatto d'argento, Edizioni Anfora
  - Péter Zilahy - L'ultima FinestraGiraffa, Alet
- 2007 -  Portogallo - Mário de Carvalho[28][29] - Passeggia un dio nella brezza della sera, Instar Libri.
  - Lidia Jorge - L'eredità dell'assente, Bompiani
  - José Luis Peixoto - Questa terra ora crudele, La nuova frontiera
  - Goncalo M. Tavares  - Gerusalemme, Guanda
- 2008 - Letteratura italoamericana - Helen Barolini[30] - Umbertina, Avagliano editore.
  - Robert Viscusi - Astoria, Avagliano editore
  - Louise Desalvo - Vertigo, Nutrimenti
  - Lisa Scottoline - Il prezzo del silenzio, Sperling&Kupfler
- 2009 -  Argentina - Elsa Osorio[31][32] - Lezioni di tango, Edizioni Tea.
  - Luisa Valenzuela - Realtà nazionale vista dal letto, Edizioni Goree
  - Mempo Giardinelli - Finale di romanzo in patagonia, Guanda
  - José Pablo Feinmann - Il giorno della madre, Baldini&Castoldi

### Anni 2010-2019
- 2010 -  Scozia - Michel Faber - Il petalo cremisi e il bianco, Einaudi
  - Janice Galloway - Continuare a respirare, Gaffi
  - John Burnside - La casa del silenzio, Meridiano zero
  - Louise Welsh - L'illusionista, Garzanti
- 2011 -  Polonia - Joanna Olczak Ronikier - Nel giardino della memoria, Editrice Forum, Udine
  - Mariusz Szczygieł - Gottland, Nottetempo
  - Marek Krajewski - Morte a Breslavia, Einaudi
- 2012 -  Spagna - ex aequo: Ángeles Caso - Controvento, Marcos y Marcos; Ignacio Martínez de Pisón - Il Fascista, Guanda
  - Ricardo Menéndez Salmón - Il correttore, Marcos y Marcos
- 2013 -  Lituania - Icchokas Meras - Scacco perpetuo, La Giuntina[33]
  - Sigitas Parulskis - Tre secondi di cielo, Isbn Edizioni
  - Laura Sintija Černiauskaitė - Il respiro sul marmo, Atmosphere libri
- 2014 -  Cina - Yu Hua - Vivere!, Feltrinelli Editore[34]
  - Hong Ying - La donna vestita di rugiada, Garzanti
  - Han Han - Le tre porte, Metropoli d'Asia
  - Zhang Jie - Senza parole, Edizioni Tea
- 2015 - Letteratura migrante cinese - Dai Sijie - Balzac e la piccola sarta cinese, Adelphi[35]
  - Xiaolu Guo - La Cina sono io, Metropoli d'Asia
  - Qiu Xiaolong - Le lacrime del lago Tai, Marsilio
- 2016 -  Paesi Bassi - ex aequo: Kader Abdolah[36][37] - Il corvo, Iperborea; Jan Brokken - Nella casa del pianista,[37][38] Iperborea
  - Stephan Enter - La presa, Iperborea
- 2017 -  Francia - Antoine Laurain - La donna dal taccuino rosso,[39] Einaudi
  - Pascale Pujol - Piccoli piatti forti, Edizioni e/o
  - Véronique Ovaldé - La sorella cattiva, Minimum Fax
- 2018 -  Norvegia[3][40] - Levi Henriksen - Norwegian Blues,[41][42][43] Iperborea
  - Monica Kristensen - Operazione Fritham, Iperborea
  - Gabriel Michael Vosgraff Moro - Là dove entra la luce, Atmosphere Libri
- 2019 -  Danimarca[44] - Ida Jessen - Una nuova epoca,[45] Scritturapura Casa Editrice
  - Stig Dalager - L'uomo dell'istante, Iperborea
  - Anna Grue - Il bacio del traditore, Marsilio

### Anni 2020-2029
- 2020 -  Svezia[46] - Björn Larsson - La lettera di Gertrud,[47][48] Iperborea
  - Jonas Jonasson - Il centenario che voleva salvare il mondo, La nave di Teseo
  - Håkan Nesser - La confraternita dei mancini, Guanda
- 2021 -  Germania - Brigitte Riebe - Una vita da ricostruire,[49] Fazi Editore
  - Ferdinand von Schirach - Castigo, Neri Pozza Editore
  - Judith Schalansky - Lo splendore casuale delle meduse, Nottetempo
- 2022 -  Belgio[50][51] - Adeline Dieudonné - La vita Vera, Solferino Libri[52][53]
  - Amélie Nothomb - Gli aerostati, Voland
  - Peter Terrin - Monte Carlo, Iperborea
  - Tom Lanoye - Il terzo matrimonio, Nutrimenti
- 2023 -  Finlandia[54] - Tommi Kinnunen - All’incrocio delle quattro strade, Ets[55]
  - Rosa Liksom - La moglie del colonnello, Iperborea
  - Kari Hotakainen - La grande migrazione, Iperborea
- 2024 -  Albania[56] - Anilda Ibrahimi - Volevo essere Madame Bovary, Einaudi[57]
  - Anila Wilms - La strada del nord, Keller
  - Virgil Muçi - La piramide degli spiriti, Salento Books
  - Elvis Malaj - Il mare è rotondo, Rizzoli
- 2025 -  Marocco[58] - Nizar Kerboute - L'anteprima, Centro Studi ILA[59]
  - Hassan Aourid - Confessioni di un califfo, Astarte Edizioni
  - Yassin Adnan - Hot Maroc, Syracuse University Press

### Premi speciali
1997 - Per la poesia a Ciril Zlobec per l’opera omnia

1998 - Per la saggistica a Yurij Karjakin per il saggio Dostoevskij e l’Apocalisse

1999 - Per la saggistica a Claudio Magris per l’opera omnia

2000 - Per la saggistica a Antonello Zunino per l’opera L’insostenibile leggerezza dell’EURO

2001 - Per la saggistica a Will Kymlicka per La cittadinanza multiculturale

2002 - Per la saggistica a Luigi De Anna, Lauri Lindgren, Eero Saarenheimo per gli studi sulla figura e le opere di Giuseppe Acerbi

2003 - Per la nuova letteratura a Joseph O'Connor per Desperados (2002) - Per la saggistica a Tommaso Padoa-Schioppa per Europa, forza gentile (2002)

2004 - Per la nuova letteratura a Carlos Montemayor per La danza del serpente (2003).

2005 - Per la poesia a Ana Blandiana per Un tempo gli alberi avevano occhi (2005) - Per la traduzione a Marco Cugno per l’opera omnia

2006 - Per la poesia a Krisztina Tóth - Per la traduzione a Tomaso Kemeny

2007 - Per la poesia a Ana Luisa Amaral - Per la letteratura femminile a Lidia Jorge - Per la saggistica a Eduardo Lourenço - Per la saggistica italiana sul Portogallo a Giuseppe Papagno

2008 - Per la poesia a Joseph Tusiani - Per la letteratura femminile a Louise DeSalvo - Per la carriera a Giose Rimanelli - Per gli studi e la promozione della letteratura italo-americana a Robert Viscusi

2009 - Per la letteratura di viaggio a Mempo Giardinelli

2010 - Per la carriera a Alexander McCall Smith

2011 - Per la poesia a Julia Hartwig per l’opera omnia

2012 - Per la saggistica a Leonidas Donskis

2015 - Per la letteratura giovane a Xiaolu Guo per La Cina sono io (2014)

2016 - Per la carriera a Louise Fresco

2017 - Per la carriera a Jean-Christophe Rufin

2018 - Per la saggistica a Fabio Federici e Alessandro Meluzzi per Il se e il ma delle investigazioni (2017)

2019 - Per la poesia a Morten Søndergaard

2021 - Per la saggistica a Antonio Polito per l’opera omnia

2024 - Per la poesia a Gëzim Hajdari

2025 - Per la poesia a Jalal Al Hakamaoui

## Convegni

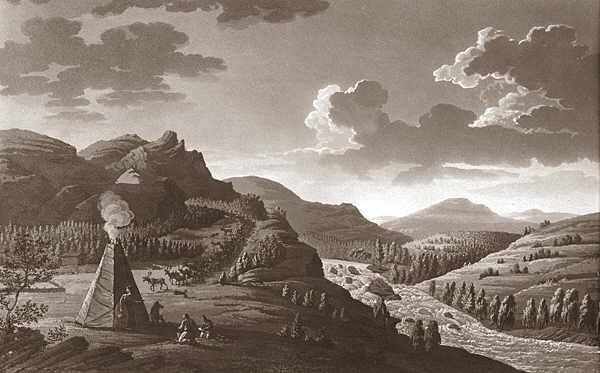
Disegno di Anders Fredrik Skjöldebrand, compagno di viaggio di Acerbi nella spedizione a Capo Nord.
Pubblicato nell'opera Voyage pittoresque au Cap Nord (1801-1802)

Il "Premio letterario Giuseppe Acerbi" favorisce attività di ricerca, collaborazioni, convegni e viaggi, sia in Italia che all’estero, finalizzati alla conoscenza della cultura e degli scrittori selezionati.

### In Italia
- 1992: Da Castel Goffredo a Capo Nord;[3]
- 1993: Da Napoleone al Congresso di Vienna;[3]
- 1994: Convegno internazionale: Il Pianeta Acerbi. La “Biblioteca Italiana”;[3]
- 1995: Il Consolato generale d’Austria in Egitto;[3]
- 1996: Il pianeta Acerbi: dagli onori internazionali agli ozi castellani;[3]
- 2009: I sentieri si costruiscono viaggiando. Il viaggio elemento fondamentale per la formazione culturale e umana della persona, per il progresso scientifico ed economico per la pace tra i popoli;[3]
- 2016: Luigi Basiletti e il ritratto di Giuseppe Acerbi;[62]

### All'estero
- 1996 - Turku (Finlandia): Giuseppe Acerbi tra classicismo e restaurazione;[3]
- 1999 - Oulu (Finlandia): Nel bicentenario del viaggio di Giuseppe Acerbi a Capo Nord;[3]
- 2002 - Turku (Finlandia): Nel bicentenario dei “Travels” di Giuseppe Acerbi: la conoscenza della Finlandia in Italia;[3]
- 2008 - Turku (Finlandia): Giuseppe Acerbi: aspetti del viaggio settentrionale.[3]